# Futhark antigo
O futhark antigo (ou futhark germânico) é a forma mais antiga de alfabeto rúnico. É constituído por 24 caracteres, utilizados inicialmente na escrita proto-nórdica. Foi ainda o alfabeto usado pelos povos germânicos do noroeste da Europa durante o período das migrações.

Na península escandinava, entalhes em futhark antigo foram encontrados em diversos artefatos que datam dos séculos II até o X, tais como jóias, amuletos, peças de prataria, ferramentas e pedras rúnicas. Atualmente, tem-se registro de aproximadamente 360 inscrições em futhark antigo, das quais mais de 300 estão na Escandinávia.

A partir do século VIII, o sistema foi gradualmente substituído pelo futhark recente pelos escandinavos, ao passo que ele continuou a ser utilizado pelos anglo-saxões e frísios. Estes, por sua vez, o substituíram pelo sistema de runas anglo-frísias, ou futhorc. Tanto o futhorc quanto o futhark recente permaneceram em uso ao longo da Idade Média, mas gradativamente perderam espaço até sua completa substituição pelo alfabeto latino. Escritos em futhark antigo permaneceram enigmáticos até 1865, quando o filólogo norueguês Sophus Bugge criou um sistema capaz de decifrá-los.

## Descrição
O futhark antigo (nomeado pelos fonemas iniciais dos nomes das primeiras seis runas: F, U, Þ, A, R and K) é composto de 24 runas, frequentemente organizadas em três grupos de oito. Cada um desses grupos é chamado de ætt (pl. ættir).
A tabela abaixo associa cada runa com sua transliteração usual:
| f | u | þ | a | r | k | g | w |
| h | n | i | j | ï | p | z | s |
| t | b | e | m | l | ŋ | d | o |

Note que þ corresponde aos fonemas consonantais [θ] ou [ð] do alfabeto fonético da língua inglesa, enquanto ï também pode ser transliterado por æ, o que indica que pode ter sido um ditongo ou um vogal próxima aos fonemas [ɪ] or [æ]. z está associado ao fonema [z] do Proto-Germânico, e se tornou o /r₂/ do Proto-Nórdico, que também é transliterado por ʀ. 
A primeira listagem sequencial do alfabeto, apresentada na tabela abaixo, foi encontrada na Pedra Kylver, em Gotlândia, e data de 400 D.C:
| [ᚠ] | ᚢ | ᚦ | ᚨ | ᚱ | ᚲ | ᚷ | [ᚹ] | ᚺ | ᚾ | ᛁ | ᛃ | ᛈ | ᛇ | ᛉ | ᛊ | ᛏ | ᛒ | ᛖ | ᛗ | ᛚ | ᛜ | ᛞ | ᛟ |
| [f] | u | þ | a | r | k | g | [w] | h | n | i | j | p | ï | z | s | t | b | e | m | l | ŋ | d | o |

Dois outros exemplos de inscrições em futhark do séculos VI foram encontradas em bracteatas de Vadstena e Mariedamm e apresentam uma divisão em três ættir, com os caracteres ï e p em ordem invertida se comparada com a ordem da Pedra Kylver. O mesmo ocorre com os caracteres o e d. Há ainda a bracteata de Grupman, que data da virada do século V para o VI e também difere da ordem da Pedra Kylver, além de não incluir alguns caracteres.

## Corpus

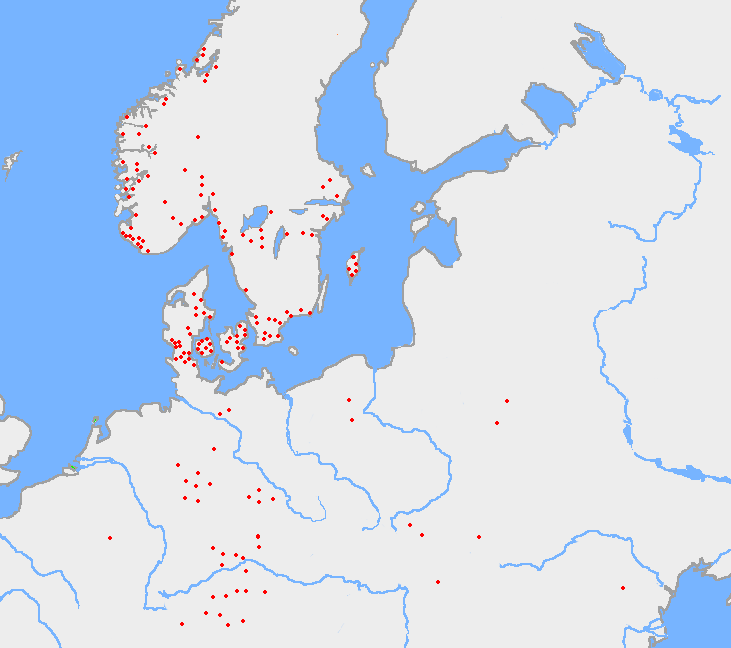
Sítios arqueológicos com inscritos em futhark antigo anteriores ao século VI

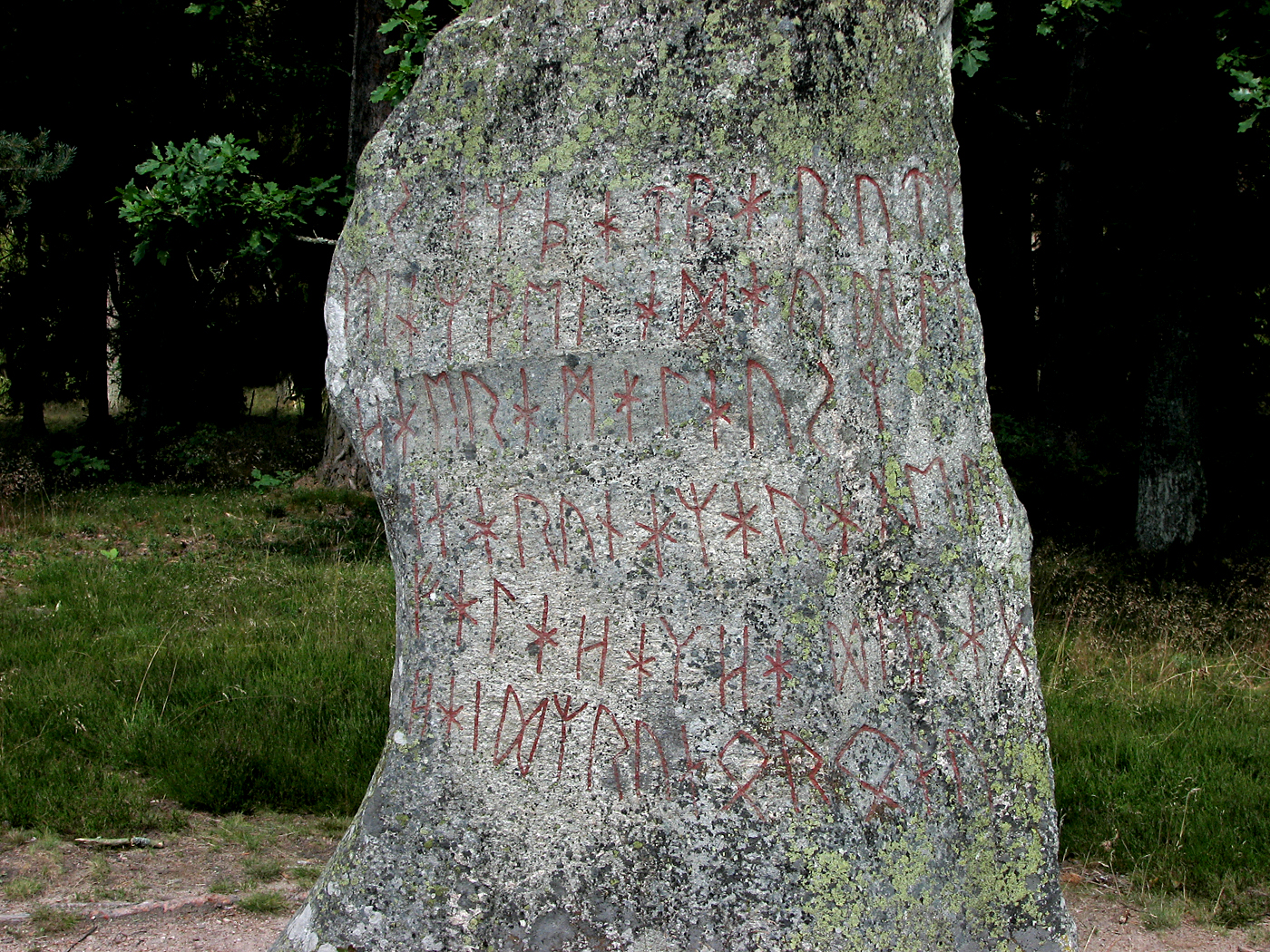
Pedra de Björketorp Suécia
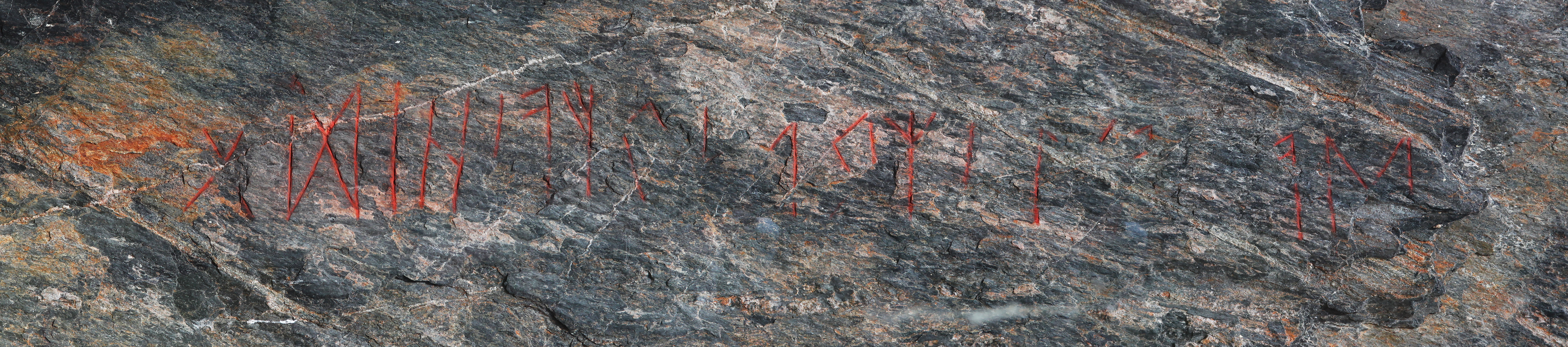
Pedra de Einang Noruega
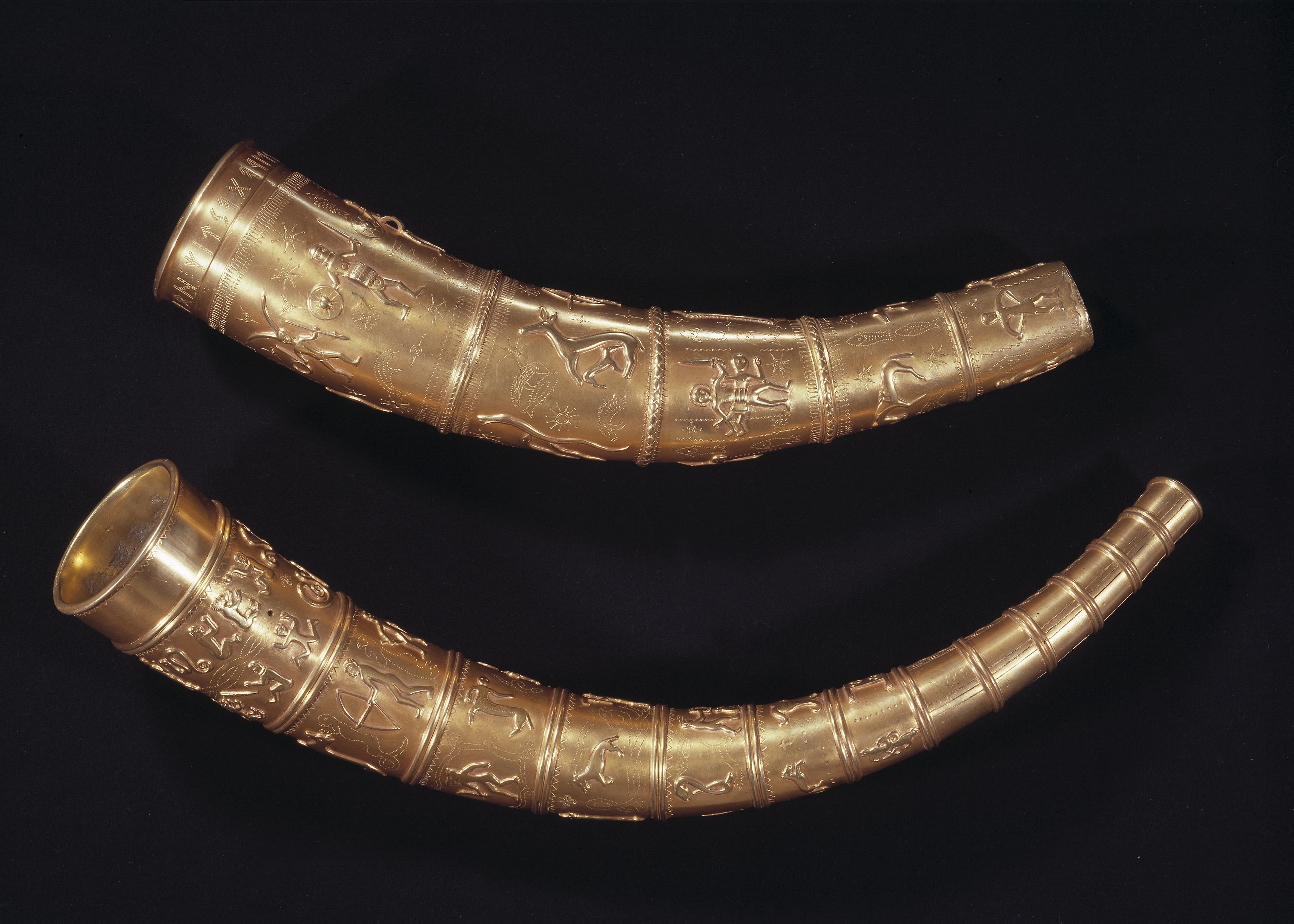
Cornos de Gallehus Dinamarca